# Kajakarstwo na Letnich Igrzyskach Olimpijskich 2012 – slalom K-1 kobiet
K-1 kobiet to jedna z konkurencji w kajakarstwie górskim rozgrywanych podczas Letnich Igrzysk Olimpijskich 2012. Kajakarki rywalizowały między 30 lipca a 2 sierpnia na torze Lee Valley White Water Centre.

## Format
W eliminacjach każda zawodniczka ma dwa przejazdy, z których pod uwagę brany jest najlepszy przejazd. 15 zawodniczek z najlepszymi czasami awansuje do półfinału. W półfinale każda zawodniczka ma tylko jeden przejazd, a do finału przechodzi 10 zawodniczek. W finale każda zawodniczka ma jeden przejazd i wygrywa ta, która najszybciej pokonała tor.

Schemat bramek dla eliminacji
Schemat bramek dla półfinału i finału

## Terminarz
Czas UTC+01:00
| Data                       | Czas          | Runda      |
| -------------------------- | ------------- | ---------- |
| Poniedziałek 30 lipca 2012 | 14:12 & 16:24 | Eliminacje |
| Czwartek 2 sierpnia 2012   | 14:12         | Półfinał   |
| Czwartek 2 sierpnia 2012   | 15:57         | Finał      |

## Rezultaty

### Eliminacje
| Pozycja | Zawodniczka         | Przejazdy eliminacyjne | Przejazdy eliminacyjne | Przejazdy eliminacyjne |
| Pozycja | Zawodniczka         | Przejazd 1             | Przejazd 2             | Najlepszy czas         |
| ------- | ------------------- | ---------------------- | ---------------------- | ---------------------- |
| 1       | Maialen Chourraut   | 98,75                  | 107,91                 | 98,75                  |
| 2       | Lizzie Neave        | 101,95                 | 98,92                  | 98,92                  |
| 3       | Clara Giai          | 99,66                  | 112,65                 | 99,66                  |
| 4       | Jessica Fox         | 165,36                 | 100,33                 | 100,33                 |
| 5       | Štěpánka Hilgertová | 101,50                 | 100,75                 | 100,75                 |
| 6       | Jana Dukátová       | 105,14                 | 101,37                 | 101,37                 |
| 7       | Corinna Kuhnle      | 160,06                 | 101,77                 | 101,77                 |
| 8       | Jasmin Schornberg   | 106,27                 | 102,14                 | 102,14                 |
| 9       | Natalia Pacierpnik  | 110,58                 | 102,38                 | 102,38                 |
| 10      | Émilie Fer          | 112,77                 | 106,46                 | 106,46                 |
| 11      | Eva Terčelj         | 107,17                 | 107,57                 | 107,17                 |
| 12      | Li Jingjing         | 108,53                 | 111,22                 | 108,53                 |
| 13      | Marta Charitonowa   | 108,85                 | 109,77                 | 108,85                 |
| 14      | Hannah Craig        | 117,07                 | 108,99                 | 108,99                 |
| 15      | Luuka Jones         | 109,23                 | 258,69                 | 109,23                 |
| 16      | Ana Sátila          | 179,92                 | 110,83                 | 110,83                 |
| 17      | Caroline Queen      | 117,05                 | 186,23                 | 117,05                 |
| 18      | Ella Nicholas       | 118,69                 | 118,29                 | 118,29                 |
| 19      | Moe Kaifuchi        | 173,61                 | 121,29                 | 121,29                 |
| 20      | Elise Chabbey       | 162,92                 | 124,46                 | 124,46                 |
| 21      | Jihane Samlal       | 174,09                 | 276,32                 | 174,09                 |

### Półfinał
| Pozycja | Zawodniczka         | Przejazd półfinałowy | Przejazd półfinałowy |
| Pozycja | Zawodniczka         | Sekundy karne        | Czas                 |
| ------- | ------------------- | -------------------- | -------------------- |
| 1       | Natalia Pacierpnik  | 2                    | 107,79               |
| 2       | Maialen Chourraut   | 2                    | 108,34               |
| 3       | Émilie Fer          | 0                    | 109,73               |
| 4       | Jana Dukátová       | 0                    | 110,48               |
| 5       | Corinna Kuhnle      | 2                    | 111,07               |
| 6       | Marta Charitonowa   | 2                    | 111,44               |
| 7       | Jasmin Schornberg   | 0                    | 112,25               |
| 8       | Jessica Fox         | 4                    | 112,63               |
| 9       | Štěpánka Hilgertová | 0                    | 114,10               |
| 10      | Hannah Craig        | 2                    | 116,12               |
| 11      | Li Jingjing         | 4                    | 117,02               |
| 12      | Lizzie Neave        | 6                    | 117,30               |
| 13      | Eva Terčelj         | 6                    | 117,36               |
| 14      | Luuka Jones         | 4                    | 121,41               |
| 15      | Clara Giai          | 52                   | 176,61               |

### Finał
| Pozycja | Zawodniczka         | Przejazd finałowy | Przejazd finałowy |
| Pozycja | Zawodniczka         | Sekundy karne     | Czas              |
| ------- | ------------------- | ----------------- | ----------------- |
| 1       | Émilie Fer          | 0                 | 105,90            |
| 2       | Jessica Fox         | 0                 | 106,51            |
| 3       | Maialen Chourraut   | 0                 | 106,87            |
| 4       | Štěpánka Hilgertová | 0                 | 109,16            |
| 5       | Jasmin Schornberg   | 0                 | 110,97            |
| 6       | Jana Dukátová       | 2                 | 111,60            |
| 7       | Natalia Pacierpnik  | 2                 | 115,08            |
| 8       | Marta Charitonowa   | 6                 | 120,91            |
| 9       | Hannah Craig        | 6                 | 127,36            |
| 10      | Corinna Kuhnle      | 52                | 169,30            |